# Устуу-Хурее
Устуу-Хурее (тув. Үстүү-Хүрээ — верхній хурее (монастир)) — один з найбільших і найвідоміших буддійських монастирів Туви.
Розташований в урочищі Чайлаг-Алаак на правому березі річки Чадан (права притока Хемчика), за 7 км на південний схід від міста Чадана, за 1,5 км на південь від дороги, що веде в село Бажин-Алаак.
Устуу-Хурее — один з двох найбільших храмових комплексів, що перебували на території Даа-кожууна. Є центром духовності й державності Туви. На території хурее була закладена основа тувинського алфавіту, виготовлена перша монета Тувинської Народної Республіки.

## Історія створення
Монастир Устуу-Хурээ був заснований у 1905-1907 рр. найняв Хайдипом. Будівництво здійснювалось під керівництвом і за проєктом спеціально запрошеного тибетського лами Кунтана Рімпоче і за участю китайських майстрів.
Населення кожууна, що обкладене додатковою грошовою та натуральною повинностями (ліс для будівництва, тяглову худобу), безпосередньо брало участь і в самих будівельних роботах: кожен сумон у призначений день виставляв певну кількість людей, які готували розчин, споруджували опалубку, ставили лісу і т. д. Проєкт тибетського монастиря зразка привіз у 1905 р. Кунтан Рімпоче, однак деякі стверджують, що це типова монгольська споруда, що поєднала в собі архітектурні прийоми Тибету і Китаю: скошений низ типовий для тибетських будівель, а легкий дерев'яний павільйон другого ярусу — для китайських.
У 1930 році, після прийняття спеціальної постанови монастир був закритий. У 1937 році ухвалено рішення про руйнування головного храму - Цогчена, проте повністю зруйнувати комплекс не вдалося, від храму залишилися високі глинобитні стіни. Лами, що служили в Устуу-хурее, були репресовані й декого розстріляли. До 1956 року діяла молитовня юрта. Останній лама відвіз буддійські атрибути в республіканський краєзнавчий музей у Кизилі, де вони знаходяться дотепер. 

## Відновлення та відкриття Устуу-Хурее

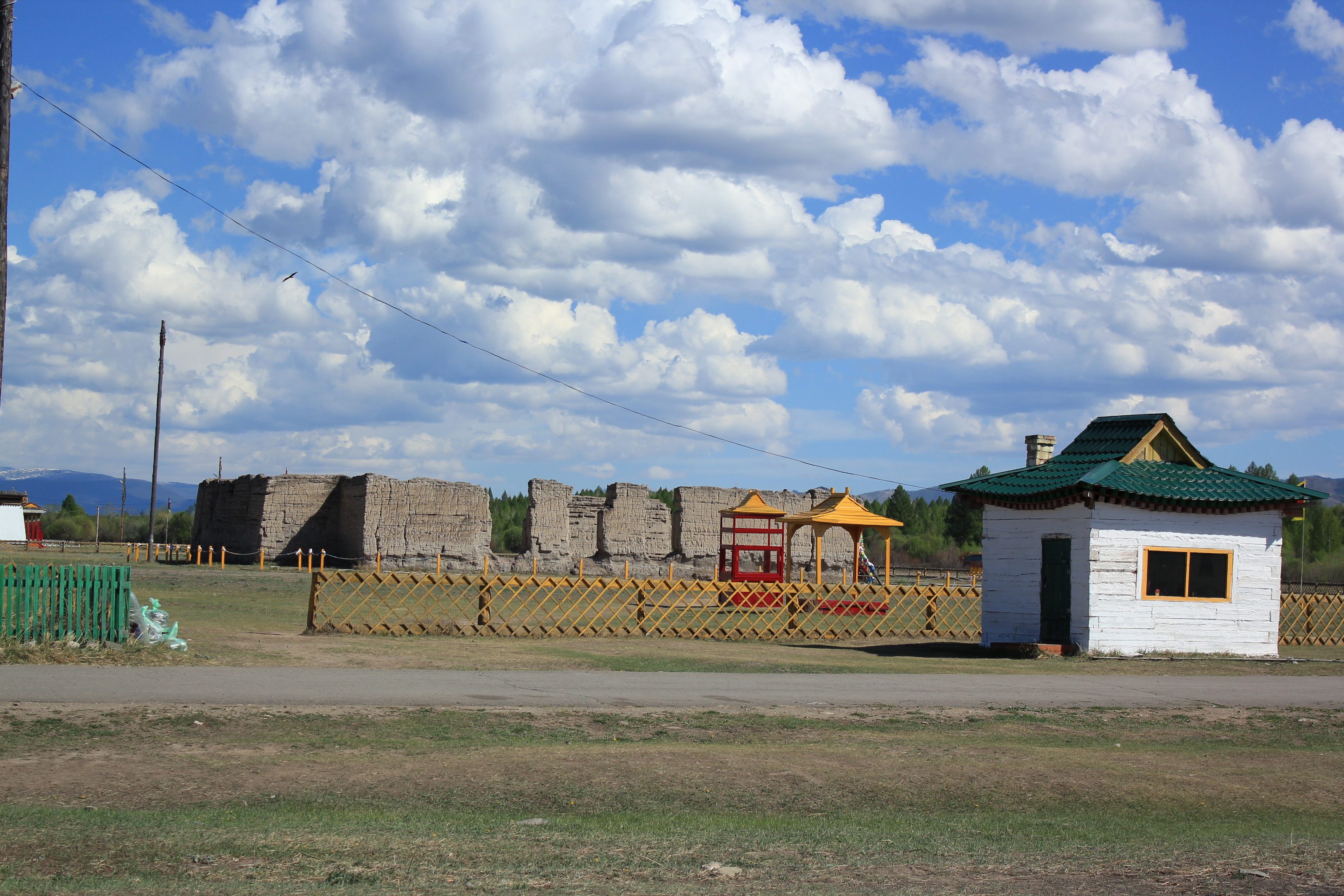
Храм Устуу-Хурее

У 1999 р. Уряд Росії, визнаючи історичну та архітектурну цінність Устуу-Хурее, ухвалив рішення про його відновлення. У тому ж році для привернення уваги до храму і збору коштів на відновлення по ідеї Ігоря Дулуша проведений Міжнародний благодійний фестиваль живої музики й віри "Устуу-Хурее", відтоді проводиться щорічно.
Відновлення храму почалося у 2008 р. при підтримці тодішнього міністра з надзвичайних ситуацій Сергія Шойгу. Спочатку планувалося побудувати новий Цогчен (соборний храм) на місці стін старого, однак руїни вирішили залишити й звести новий храм поруч зі старим зруйнованим. Відновлення храму закінчено у 2012 році та 23 липня відбулася церемонія відкриття Устуу-Хурее.

## Міжнародний фестиваль живої музики та віри «Устуу-Хурее»
Міжнародний фестиваль живої музики й віри «Устуу-Хурее» проводиться з 1999 року. Програма фестивалю складається з двох смислових понять — «живої музики» і «живої віри». Заснований Ігорем Диртик-ооловичем Дулуш.
«Жива музика» — це концертна програма, що складається з блоків, в яких беруть участь колективи різних жанрів і стильових напрямків (фольклор, класика і т. д.), що проходить на конкурсній основі, де журі виявляє кращих для участі в гала-концерті.
«Жива віра» — це відродження духовності та буддизму; в рамках фестивалю проводиться карнавальна хода «Цам» в дусі буддійської містерії з відвідуванням Чаданських храмів Алдии-Хурее й Устуу-Хурее.
Довгий час захід мав статус неофіційного і був своєрідною формою альтернативної культури. Але з кожним разом розширювалася географія учасників, фестиваль залучав все більше музикантів різних течій з самої Туви, Росії та з інших країн. У підсумку фестиваль отримав державну підтримку.
Традиційно фестиваль відкривається незвичайним і яскравим ритуалом — ходою «Цам» вулицями міста, учасниками якого стають усі: артисти й глядачі. Щоденна програма складається з 4 концертів на день. Завершує її гала-концерт лауреатів і переможців, і нічний джем-сейшен. У фестивалі можуть взяти участь всі охочі, як окремі музиканти, так і склади: ансамблі, групи, оркестри.